# Agne Rundqvist
Carl Agne Herry Rundqvist, född 6 december 1901 i Göteborg, död 29 juli 1996 i Örgryte, var en svensk bokförläggare, boktryckare och redaktör.

## Biografi
Agne Rundqvist var son till boktryckaren Carl Rundqvist och hans hustru Hedvig Rundqvist.
Agne Rundqvist genomgick sätteriutbildning vid skolan för bokindustri, slöjdföreningens skola i Göteborg 1920–1923. Han reste  1925 till Leipzig och studerade som volontär på Thalacker & Schöffer Buchdrucherei och på Akademie 
für Buchkunst. Han studerade även i England, Tyskland och Frankrike. Han började på Rundqvists Boktryckeri 1928.
Agne Rundqvist var medarbetare i tidskriften Paletten under 1940-talet som också trycktes av förlaget. Han var också utgivare och redaktör för tidskriften Quo Vadis 1948–1950
1966 erhöll han Göteborgs stads förtjänsttecken och 1988 Albert Engström-priset.
Agne Rundqvist är begravd på Örgryte nya kyrkogård.

## Rundqvists Boktryckeri

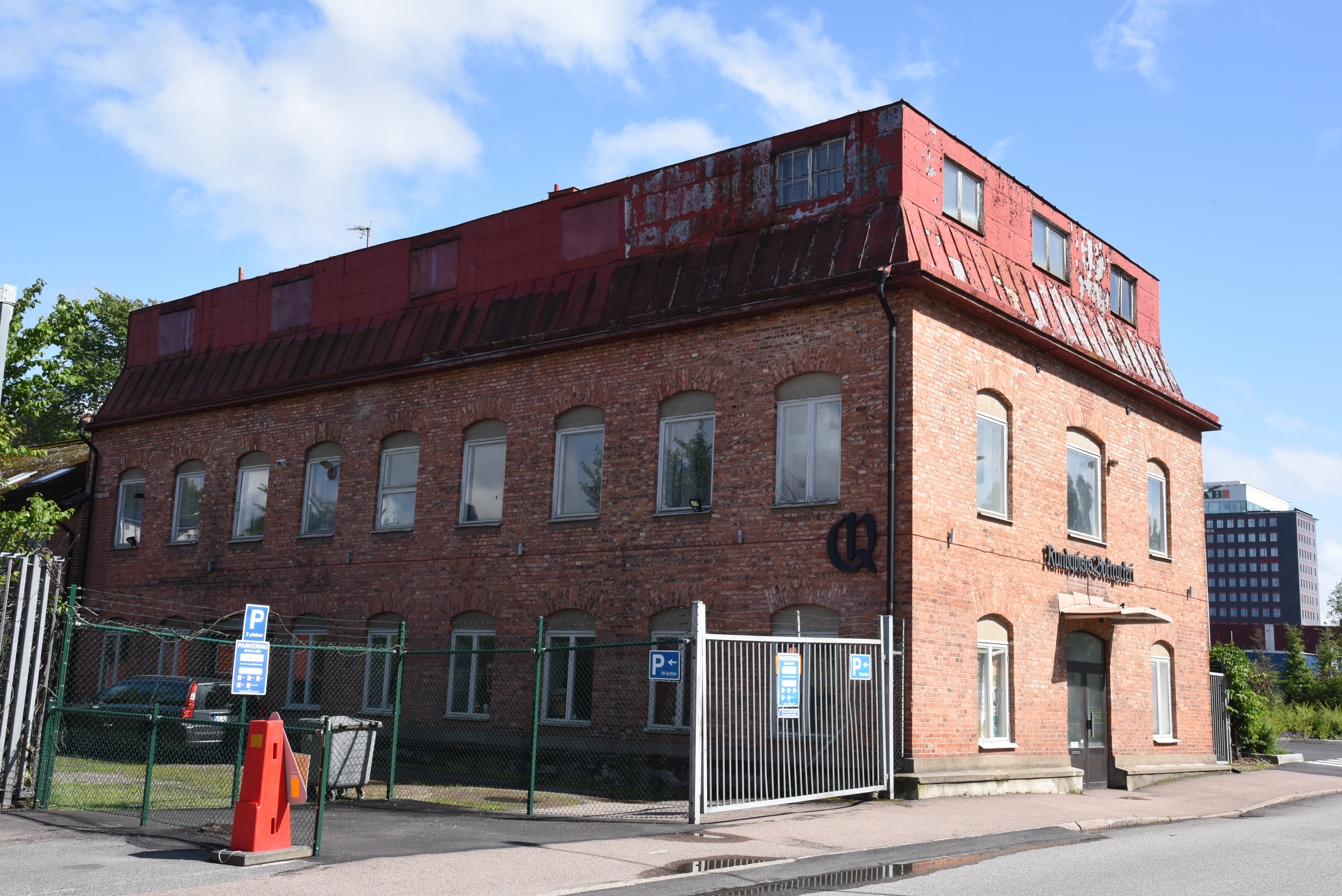
Rundqvists Boktryckeri vid Nellickevägen 10.

Rundqvists Boktryckeri grundades år 1908 av Carl Rundqvist och var beläget vid Lilla Torget 4. När lokalerna blev för trånga flyttades det år 1956 av Agne Rundqvist till Trycksgatan 10, senare Nellickevägen 10, numera Lisebergsgatan 10, där det var beläget fram till år 2021 och drivs i fjärde generationen. År 2021 flyttade det till Råövägen 4 på Onsala.